# Etroplus suratensis
Etroplus suratensis és una espècie de peix de la família dels cíclids i de l'ordre dels perciformes present a Índia i Sri Lanka.
És una espècie de clima tropical entre 23 °C-26 °C de temperatura.
Els mascles poden assolir 40 cm de longitud total.
Menja insectes i matèria vegetal, incloent-hi algues.